# (34966) 3260 T-2
3260 T-2 (asteroide 34966) é um asteroide da cintura principal. Possui uma excentricidade de 0.04932210 e uma inclinação de 4.34769º.
Este asteroide foi descoberto no dia 30 de setembro de 1973 por Cornelis Johannes van Houten e Ingrid van Houten-Groeneveld e Tom Gehrels em Palomar.